# 托马斯·兰帕特尔
托马斯·兰帕特尔（德語：Thomas Lamparter，1978年6月9日—），瑞士男子雪车运动员。他曾代表瑞士参加2006年、2010年和2014年冬季奥林匹克运动会雪车比赛，其中2006年冬季奥运会获得一枚铜牌。